# Квабисхеви
Квабисхеви (груз. ქვაბისხევი) — село в Грузии, на территории Боржомского муниципалитета края (мхаре) Самцхе-Джавахети.

## География
Село находится на юге центральной части Грузии, на левом берегу Куры, вблизи места впадения в неё реки Квабисхеви, на расстоянии 12 километров (по прямой) к юго-западу от города Боржоми, административного центра муниципалитета. Абсолютная высота — 922 метра над уровнем моря.

## Население
По результатам официальной переписи населения 2014 года, в Квабисхеви проживало 429 человек (213 мужчин и 216 женщин). В национальной структуре населения грузины составляли 98,6 %, армяне — 0,5 %, осетины — 0,5 %, азербайджанцы — 0,2 %, украинцы — 0,2 %.
| Год  | Население, человек |
| ---- | ------------------ |
| 2002 | 480                |
| 2014 | ↘ 429              |